# Melchiorre Cavezzali
Melchiorre Cavezzali (Turro, 22 maggio 1865 – Milano, 6 marzo 1944) è stato un presbitero italiano.

## Biografia
Melchiorre Cavezzali nacque a Turro, all'epoca comune indipendente ed oggi parte della città di Milano, il 22 maggio 1865. Nacque in una famiglia agiata della borghesia milanese della seconda metà dell'Ottocento, e  suo padre Francesco fu sindaco della cittadina di Turro.
Intrapresa la carriera ecclesiastica, frequentò il seminario di Seveso e venne ordinato sacerdote nel novembre del 1887 nel duomo di Milano per mano dell'arcivescovo Luigi Nazari di Calabiana e fu successivamente assegnato come coadiutore alla parrocchia di Concorezzo dove rimase sino al 1905 quando venne prescelto come canonico della cattedrale milanese dal cardinale Andrea Carlo Ferrari. L'arcivescovo, che aveva apprezzato la sua intraprendenza nell'organizzazione dei pellegrinaggi per la sua parrocchia, lo nominò responsabile dei pellegrinaggi diocesani e cappellano del monastero di San Benedetto. Iniziò in questi anni la sua personale amicizia col vescovo di Bergamo, monsignor Giacomo Radini-Tedeschi, del quale fu anche collaboratore nella fondazione del Comitato Nazionale pro Palestina e Lourdes e al quale succedette come presidente della medesima organizzazione alla sua morte nel 1914. Visitò la Terrasanta quattordici volte, di cui una con l'arcivescovo Ferrari. Durante la prima guerra mondiale venne nominato dall'arcivescovo quale responsabile diocesano dei cappellani militari impegnati nel conflitto e come coordinatore della Congregazione di Carità.
Nel 1922 venne nominato pro-vicario generale della diocesi di Milano e responsabile delle comunità religiose femminili dell'arcidiocesi. Nel 1923 divenne cittadino onorario di Concorezzo. Nel 1932 venne prescelto quale arciprete della cattedrale milanese.
Il cardinal Alfredo Ildefonso Schuster, il quale molto confidava nella persona del Cavezzali, lo volle al suo seguito in diverse occasioni ufficiali, come ad esempio la ricognizione delle reliquie di San Matroniano (1941); fu sempre il presule milanese a nominarlo Presidente della Scuola Superiore di Musica Sacra e Canto Ambrosiano da lui stesso istituita. Con quest'ultima carica chiamò ad operare presso la medesima scuola il maestro Riccardo Pick-Mangiagalli che gli dedicò l'inno della delegazione lombarda dell'Ordine del Santo Sepolcro del quale divenne anche priore. Cercò negli anni difficili della guerra di arginare il dilagare del fascismo nella diocesi, attirandosi per questo anche una denuncia anonima alla questura di Milano.
Morì a Milano il 6 marzo 1944. I funerali si svolsero presso il duomo di Milano e nel pomeriggio di quello stesso giorno la salma venne trasferita nel cimitero di Concorezzo.